# Јарослава Шведова
Јарослава Вјачеславовна Шведова (рус. Ярослава Вячеславовна Шведова; Москва, 12. септембар 1987) је казахстанска тенисерка. Професионано игра од 2005..
Рођена је у спортској породици. Отац јој је познати атлетски тренер Вјачеслав Шведов а мајка светски првак у трци на 100 километара Нурзија Богомова.
Тенис је почела да игра када је имала шест година а први тренер је био њен отац. Прву титулу у ВТА конкуренцији освојила је 18. фебруара 2007. када је у финалу турнира у Бангалору победила Италијанку Мару Сантанђело 6-4 6-4.

### Пласман на ВТА листи на крају сезоне
| Година  | 2003. | 2004. | 2005. | 2006. | 2007. | 2008. | 2009. | 2010. | 2011. |
| Пласман | 494.  | 756.  | 315.  | 132.  | 89.   | 91.   | 53.   | 39.   | 206.  |

## Резултати Јарославе Шведове

### Победе у финалу појединачно (1)
| Бр. | Датум    | Турнир                  | Катего- рија | Наградни фонд $ | Подлога      | Противница у финалу | Резултат |
| --- | -------- | ----------------------- | ------------ | --------------- | ------------ | ------------------- | -------- |
| 1   | 12/02/07 | Бангалор опен, Бангалор | III          | 170000          | Тврда (отв.) | Мара Сантанђело     | 6-4, 6-4 |

### Порази у финалу појединачно
Ниједан турнир

### Победе у игри парова (1)
| Бр. | Датум            | Турнир              | Катего- рија   | Наградни фонд $ | Подлога     | Партнерка          | Противници                           | Резултат |
| --- | ---------------- | ------------------- | -------------- | --------------- | ----------- | ------------------ | ------------------------------------ | -------- |
| 1.  | 9. фебруар 2009. | Патаја опен, Патаја | Интернешенол I | 220.000         | Тврда (от.) | Тамарин Танасугарн | Јулија Бејгелцимер Витанија Дјаченко | 6-4, 6-4 |

### Порази у финалу у пару (2)
| Бр. | Датум    | Турнир                    | Катего- рија | Наградни фонд $ | Подлога      | Противници                    | Партнерка  | Резултат |
| --- | -------- | ------------------------- | ------------ | --------------- | ------------ | ----------------------------- | ---------- | -------- |
| 1   | 10/08/08 | Синсинати опен, Синсинати | III          | 175000          | Трава (от..) | Марија Кириленко Нађа Петрова | Сје Су-Веј | 6-3, 6-2 |

## Учешће наГренд слемтурнирима

### Појединачно
| Година | Аустралијан опен | Аустралијан опен | Ролан Гарос | Ролан Гарос | Вимблдон | Вимблдон     | Ју-Ес опен | Ју-Ес опен    |
| 2006.  | -                | -                | -           | -           | 1. коло  | Лиса Рејмонд | -          | -             |
| 2007.  | -                | -                | 1. коло     | Олга Савчук | 1. коло  | Сања Мирза   | 1. коло    | Кејси Делаква |
| 2008   | 2. коло          | Амели Моресмо    | -           | -           | -        | -            | 1. коло    | А. Радвањска  |
| 2008.  | 1. коло          | Нађа Петрова     | -           | -           | -        | -            | -          | -             |

### У игри парова
| Година | Аустралијан опен    | Аустралијан опен        | Ролан Гарос           | Ролан Гарос            | Вимблдон              | Вимблдон             | Ју-Ес опен            | Ју-Ес опен               |
| ------ | ------------------- | ----------------------- | --------------------- | ---------------------- | --------------------- | -------------------- | --------------------- | ------------------------ |
| 2007.  | -                   | -                       | 1. коло Џил Крејбас   | Е. Данилиду Јасмин Вер | -                     | -                    | четвртфинале С. Форец | Агнеш Савај В. Ухлиржова |
| 2008.  | 1. коло Олга Савчук | Квјета Пешке Рене Стабс | 1. коло Т. Танасугарн | С. Крстеа А. Резај     | 3. коло Т. Танасугарн | Л. Рејмонд С. Стосур | 3. коло Т. Танасугарн | Џули Дити Карли Галиксон |

## Занимљивости
На Вимблдону 2012. године освојила је такозвани „златни сет“, без изгубљеног поена против Саре Ерани, меч је одигран у трећем колу а сет је трајао петнаест минута.